# Émile Defrenne
Bon Jean Baptiste Joseph Émile Defrenne est un peintre français né le 22 juillet 1814 à Haubourdin et mort le 22 novembre 1893 à Anvers.

## Biographie

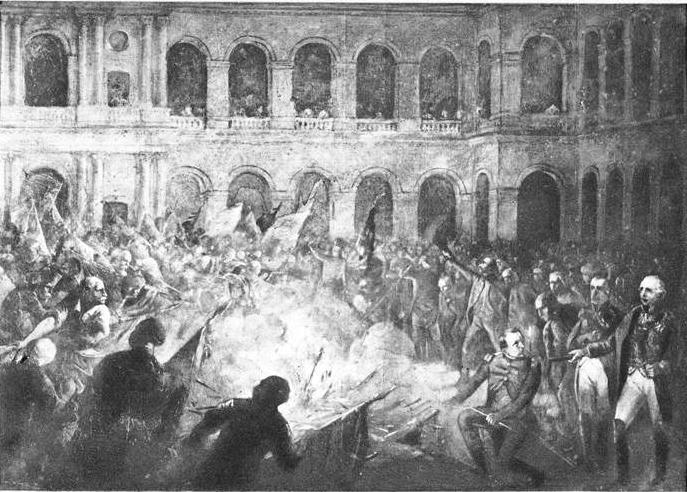
Tableau cité.

Né en 1814 d'une riche famille de négociants de Roubaix, Émile Defrenne est élève de François Souchon à l'école académique des arts de Lille. Il expose au Salon de Paris en 1849 et son œuvre maîtresse est L'Inauguration des eaux de la Lys (1866) à la mairie de Tourcoing, et dont une version identique est conservée dans les collections de La Piscine à Roubaix.
On lui doit aussi le tableau Incendie des drapeaux dans la cour d'Honneur des Invalides, le 30 mars 1814, visible au musée de l'Armée.